# Braunsia postfurcalis
Braunsia postfurcalis är en stekelart som beskrevs av Watanabe 1937. Braunsia postfurcalis ingår i släktet Braunsia och familjen bracksteklar. Inga underarter finns listade.